# Argyrophis
Argyrophis es un género de serpientes de la familia Typhlopidae. Sus especies son endémicas de la región indomalaya.

## Especies
Se reconocen las 12 especies siguientes:
- Argyrophis bothriorhynchus (Günther, 1864)
- Argyrophis diardii (Schlegel, 1839)
- Argyrophis fuscus ((Duméril), 1851)
- Argyrophis giadinhensis (Bourret, 1937)
- Argyrophis hypsobothrius (Werner, 1917)
- Argyrophis klemmeri (Taylor, 1962)
- Argyrophis koshunensis (Oshima, 1916)
- Argyrophis muelleri (Schlegel, 1839)
- Argyrophis oatesii (Boulenger, 1890)
- Argyrophis roxaneae (Wallach, 2001)
- Argyrophis siamensis (Günther, 1864)
- Argyrophis trangensis (Taylor, 1962)